# Tupik (Chakasja)
Tupik (ros. Тупик) – wieś (dieriewnia) w Rosji, w Chakasji, w rejonie szyrińskim. W 2010 liczyła 133 mieszkańców.